# Ває
Ває (італ. Vaie, п'єм. Vaje) — муніципалітет в Італії, у регіоні П'ємонт,  метрополійне місто Турин.
Ває розташоване на відстані близько 550 км на північний захід від Рима, 33 км на захід від Турина.
Населення — 1432 особи (2014).
Покровитель — Santa Margherita.

## Демографія
Населення за роками:

Станом на 1 січня 2023 року в муніципалітеті офіційно проживало 97 іноземців з 11 країн, серед них 67 громадян країн Євросоюзу.

## Сусідні муніципалітети
- К'юза-ді-Сан-Мікеле
- Коацце
- Кондове
- Сант'Антоніно-ді-Суза